# Ming Jü-čen
Ming Jü-čen (čínsky pchin-jinem Míng Yùzhēn, znaky 明玉珍; 1329/1331–1366) byl jedním z vůdců povstání rudých turbanů. Narozen jako obyčejný statkář, vypracoval se na generála říše Sung (Tchien-wan), přičemž vládl v S’-čchuanu. Po pádu tchienwanského režimu se roku 1360 prohlásil za krále Lung-šu a po dvou letech za císaře vlastní říše Sia, ale už o čtyři roky později zemřel. Trůn převzal jeho nedospělý syn, který formálně vládl pouze pět let – roku 1371 byla říše Sia dobyta říší Ming.

## Život
Ming Jü-čen pocházel ze vsi Mej-čchiou (梅丘) z okresu Suej (v moderní provincii Chu-pej), narodil se roku 1329 v rodině statkáře. Nějakou dobu sloužil jako důstojník místní domobrany, „velitel místních hlídkujících lučištníků“ (巡司弓兵牌子頭, sün-s’ kung-ping pchaj-c’-tchou), po vypuknutí povstání rudých turbanů byl vesnickou radou pověřen ochranou rodné vsi. Snad roku 1352 přešel na stranu povstalců, v „rudé armádě“ povstaleckého státu Sung (historiky nazývaného Tchien-wan) se ovědčil jako schopný vojevůdce a rychle postupoval, byl jmenován „velkým maršálem sil bojujících proti barbarům“ (統兵征虜大元帥, tchung-ping čeng-lu ta jüan-šuaj), přičemž sloužil pod generálem Ni Wen-ťünem.
Roku 1357 dostal rozkaz získat v S’-čchuanu zásoby potravin pro rudou armádu. V čele sungské (tchienwanské) flotily vyplul z I-lingu proti proudu Jang-c’-ťiang a snadno dobyl Čchung-čching, důležité město na jihu S’-čchuanu. Obrana města byla slabá, protože velitel jüanské posádky města Jang Chan se znepřátelil s guvernérem provincie Öldžejtuem. Po dobytí Čchung-čchingu ho sungský (tchienwanský) císař Sü Šou-chuej jmenoval guvernérem S’-čchuanu. Zprvu ale ovládal pouze část provincie, boje s jüanskými vojsky vedenými guvernérem Öldžejtuem a generály Nanggijatajem a Čao C’em a opírajícími se o města Le-šan a Čcheng-tu se protáhly až do roku 1360. Současně s bojem proti jüanským silám se Ming Jü-čen roku 1358 ubránil i vpádu „armády zelených turbanů“ vedené generálem Li Si-sim do S’-čchuanu se severu, ze Šen-si.
Zatímco Ming Jü-čen dobýval S’-čchuan, v říši Sung (Tchien-wan) vypukl boj o moc mezi jejími předními generály. Čchen Jou-liang zavraždil Ni Wen-ťüna s odůvodněním, že ten chtěl svrhnout císaře Sü Šou-chueje. Ming Jü-čen poslal Sü Šou-chuejovi varování před Čchen Jou-liangem, načež se ubránil neúspěšnému pokusu o atentát. Čchen Jou-liang se poté roku 1359 prohlásil králem z Chan a zadržel u sebe Sü Šou-chueje. Následující rok zahájil válku proti Ču Jüan-čangovi ovládajícímu z Nankingu velký region na dolním toku Jang-c’-ťiang (Ťiang-nan). Vzápětí Čchen Jou-liang zabil Sü Šou-chueje, prohlásil se císařem a zabral většinu území státu Sung (Tchien-wan). Předtím v souvislosti s válkou s Ču Jüan-čangem přikázal, jménem Sü Šou-chueje, Ming Jü-čenovi poslat vojáky, Ming Jü-čen je zprvu vyslal, ale povolal je zpět poté, co se dozvěděl o vraždě Sü Šou-chueje.
Ming Jü-čen ovládal S’-čchuan od počátku prakticky nezávisle, nicméně zůstával loajální k Sü Šou-chuejovi. Čchen Jou-liangovu uzurpaci odmítl, přerušil s ním veškeré styky a sám se roku 1360 prohlásil králem Lung-šu (隴蜀王, Lung-šu wang; Šu je označení pro S’-čchuan, Lung je obvyklá zkratka pro provincii Kan-su, v titulu jsou míněny nároky na jižní Šen-si). Roku 1362 se, pod vlivem svého nejvýznamnějšího ministra Liou Čena (劉楨) prohlásil císařem říše Velká Sia.
Navzdory neuznání legality Čchen Jou-liangova režimu se nezapojil do bojů s ním, místo toho se pokusil rozšířit své území na severu a jihu. Na severu zaútočil na jih provincie Šen-si (kterou tehdy ovládal jüanský generál Li S’-čchi), trvale (do roku 1371) se mu podařilo obsadit Ťie-čou (moderní prefektura Lung-nan na jihu Kan-su), útok na Chan-čung a další města v Šen-si ale neuspěl. Na jihu se Ming Jü-čen roku 1363 pokusil dobýt Jün-nan, tehdy spravovaný mongolským guvernérem Boru Temürem. Ming Jü-čenova armáda vtrhla do Jün-nanu ve třech proudech a v prvním náporu dokonce generál Wan Šeng obsadil Čung-čching (dnes Kchun-ming), nicméně potom se jüanské armády vzchopily a siaské vojsko rozdrtily. Zbytky Ming Jü-čenových vojsk se stáhly do S’-čchuanu.
Po porážce v Jün-nanu se Ming Jü-čen soustředil na posílení a stabilizaci své vlády nad S’-čchuanem. Reorganizoval vládu, totiž zprvu sestavil vládní úřady podle vzorů z Čou-li (díla o vládních úřadech zřejmě z období Válčících států), po roce 1363 zavedl systém odvozený od jüanského, v němž nejvyššími úřady státní správy byly ústřední sekretariát a vojenský výbor šu-mi-jüan. Místní administrativa zůstala v tradičním členění na okresy sien, kraje čou a prefektury fu.
Používání symboliky lidového milenarismu (prohlásil se „Pánem světla“, Ming-ču) spojil s podporou konfucianismu, získal tak důvěru lidu i podporu džentry.
Ming Jü-čen zemřel po nemoci roku 1366 v 35 letech. Na trůnu ho následoval devítiletý syn Ming Šeng. O kontrolu dětského císaře a státu soupeřili ministři Wan Šeng a Taj Šou, uspěl Taj, zatímco Wan přišel o život; roku 1367 proti Tajovi povstal regionální úředník Wu Jou-žen s obviněním z vraždy Wana, Taj nebyl schopen ho vojensky porazit, a tak se s ním dohodl, přičemž nechal popravit Wanova vraha. Vláda říše Sia poté ztratila silné vedení a pouze pasivně čekala na vývoj událostí. Nakonec byl S’-čchuan roku 1371 bez větších problémů dobyt říší Ming.